# Fujifilm

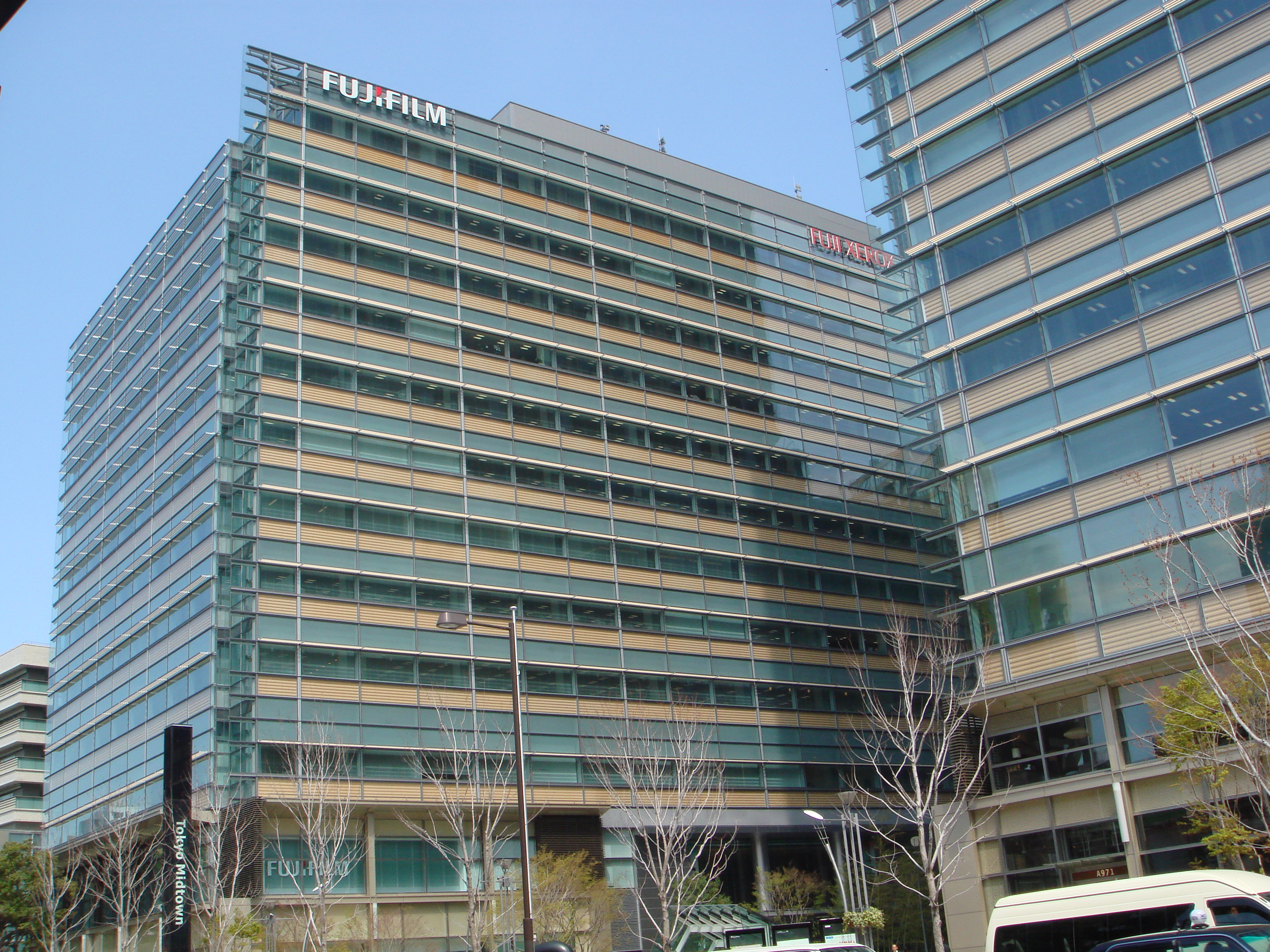
Tokyo Midtown West, sede centrale

La Fujifilm Holdings Corporation (conosciuta più semplicemente come  Fujifilm o Fuji) è una azienda giapponese con sede a Tokyo, attiva nei settori fotografico, ottico, biomedico, biotecnologico, arti grafiche, stampa digitale e chimico.
Nel mercato della fotografia digitale, la Fujifilm produce fotocamere digitali (sia professionali che semi-professionali) e strumenti per la stampa di tipo professionale mentre nel settore medicale, Fujifilm si occupa di produrre sistemi completi e accessori per la radiografia, endoscopia flessibile e apparecchiature per veterinari.

## Storia
Fondata con il nome di Fuji Photo Film Co. attraverso l'acquisizione della Dainippon Celluloid Co. il 20 gennaio 1934, l'obiettivo principale della Fujifilm era inizialmente la produzione di pellicole fotografiche per il mercato domestico.
A febbraio dello stesso anno iniziò la produzione nella fabbrica di Ashigara. Nel 1948 fu introdotta sul mercato la prima fotocamera, la Fujica Six IA, a cui seguiranno molti altri modelli, anche SLR. Nella prima produzione degli obiettivi per il formato 35mm (AZ) fu scelto l'innesto a vite M42x1. Successivamente, venne introdotto un attacco proprietario a baionetta (Fujica-X, con tiraggio di 43.5mm, per il quale nei primi anni ottanta non era ancora disponibile l'anello adattatore T M42x0.75 dei produttori di ottiche universali). Gli obiettivi furono marcati Fujinon e i corpi reflex erano venduti generalmente con un'ottica fissa da 50 o 55 mm f/1.6, le cui lenti avevano un trattamento antiriflesso standard. 
Nelle illustrazioni del modello di punta AX-5, l'obiettivo era contrassegnato dalla sigla EBC, trattamento adottato per tutte le ottiche acquistabili separatamente, dal 16 fino al 400mm. Gli obiettivi Fujinon contrassegnati con la sigla DM erano abilitati all'automatismo sui diaframmi, disponibile per la sola Fujica AX-5. Un 55mm a f/2.2 fu riservato alla prima versione della STX-1, l'unica reflex meccanica della serie. Tre ottiche, fra le quali un grandangolo e un 135mm a f/2.8, destinate a una fascia più economica, vennero commercializzate col nome Fujinar. La produzione delle reflex e degli obiettivi terminò agli inizi degli anni novanta, dopo che alcuni dei modelli precedenti erano stati reintrodotti con modifiche minime.
È del 1982 il Minilab, il sistema di stampa e sviluppo per i laboratori fotografici. La Fujifilm ottenne il primato della prima fotocamera usa e getta, la Fujicolor QuickSnap, introdotta nel 1986. A partire dagli anni 2000, la Fujifilm si è anche imposta fra le principali marche di fotocamere digitali con il lancio della serie S, che ebbe il suo boom con il lancio della S5000 nel 2003, fotocamera che integrava l'innovativo Super CCD HR (Hight Resolution).
Nel marzo 2009, Fujifilm brevetta e presenta al pubblico il sistema denominato "Fujifilm 3D Real Image System", ossia il primo sistema in assoluto al mondo (integrato in una comune macchina fotografica digitale) in grado di scattare e produrre in tempo reale (e senza bisogno di alcuna elaborazione al computer), una foto tridimensionale. La foto scattata, inoltre, è apprezzabile ad occhio nudo e senza che ci sia bisogno di indossare alcun tipo di occhiale per la visione.
Nella stessa data inizia anche la produzione della prima macchina fotografica ad alta definizione "High Definition" la Fujifilm Finepix S2000HD, che monta il primo sensore "Super CCD HD" High Definition a doppia stabilizzazione. Dal 28 ottobre 2009 la casa inizia a produrre la Fujifilm FinePix S2100HD, una versione molto simile ma migliore rispetto alla S2000HD, sempre con sensore "Super CCD HD" High Definition a doppia stabilizzazione e in grado di montare anche schede di memoria fino a 32GB. Il 27 gennaio 2010 la Fuji presenta la FinePix REAL 3D W3: la prima fotocamera digitale al mondo in grado di scattare foto 3D, rivoluzionando letteralmente il settore della fotografia digitale.
Nel 2011 presenta la compatta di classe elevata X100, seguita, sul finire dello stesso anno, dalla sorella minore X10, dotata di sensore da 12 MP ed ottica 4x f/2-2,8. A giugno 2011 la Fuji lancia la HS-20, una delle primissime macchine fotografiche ad essere dotata di sensore da 16Mpx, display mobile a LED ampio con elevata definizione e ottica DSRL professionale di elevatissima qualità.
Durante i primi giorni di gennaio del 2012 Fujifilm presenta l'annunciata ed innovativa mirrorless ad ottiche intercambiabili X-PRO1, stupendo il mercato. La digitale somiglia in tutto e per tutto alle vecchie telemetro anni sessanta e si distingue per l'innovativo sensore e le ottiche di classe elevata e dalla grande luminosità. La X-PRO1 monta infatti un sensore APSC proprietario progettato e costruito interamente da Fuji denominato X Trans da 16,3 milioni di pixel e l'evoluzione del mirino ibrido galileiano opto-elettronico commutabile in mirino puramente elettronico derivato dalla X100 coniugando quindi concetti radicati all'origine della fotografia più classica, con le innovazioni determinate dall'avvento dell'elettronica. Il corpo macchina nero, solido ed essenziale sul frontale presenta nel retro un monitor LCD da 3 pollici e la pulsantiera di governo tra cui il funzionale tasto Q di accesso rapido ai menù. Secondo la logica aziendale del Kaizen (cambiamento migliorativo) una successione di nuovi firmware renderanno la X-PRO1 un prodotto estremamente potenziato nel corso degli anni e sotto certi aspetti diverso da quello del primo acquisto. Tale approccio è giustamente apprezzatissimo nei forum degli appassionati che vantano un prodotto sempre "fresco" ed al passo con i tempi. Nel 2015 il prodotto è maturo ma Fujifilm decide comunque di aggiungere un miglioramento al software di conversione dei file RAF prodotti, introducendovi le simulazioni delle "pellicole" così come già definite nel software della fotocamera.
Già dal giugno 2012 vengono lanciate per il mercato consumer che non ricerca l'ottica intercambiabile ma ambisce ad una qualità di immagine apprezzabile la Fujifilm HS-25 (alimentabile a batterie alcaline, batterie ricaricabili o pacco batterie ricaricabili) e la Fujifilm HS-30 (alimentabile solo con pacco batterie ricaricabili, fornito in dotazione): queste due macchine, oltre ad avere tutte le caratteristiche della HS-20, presentano un sensore e processore migliorati, una nuova ottica fujinon (sempre 11gruppi 15lenti) capacità di scattare foto anche in 3D, ed elevatissima velocità di scatto dell'otturatore (oltre 11fps alla massima risoluzione).
Queste macchine, che si differenziano solo per il tipo di alimentazione, hanno superato, per la qualità delle foto scattate (oltre che per la qualità generale della macchina stessa) tutte le altre rivali dello stesso segmento, risultando quindi le migliori della categoria delle bridge ad ottica zoom fissa e sensore da 1/2".
Le ottiche Fujinon, grazie alla loro qualità, vengono spesso utilizzate per le riprese sui set dei film più famosi, tra cui anche "Star Wars: Episodio III - La vendetta dei Sith".
I prodotti della Fujifilm vengono scelti anche dalla CNN e da diversi canali scientifici, per immortalare immagini ad alta definizione dei lanci spaziali.

### La Fujifilm sul mercato italiano
In relazione al mercato italiano, la Fuji stipulò nel 1966 un accordo di importazione con la Onceas di Milano, aprendo poi - nel 1989 - una nuova fabbrica: la Onceas-Fuji (Onceas Film Industry s.p.a.), in via Nettunense km 23,900, ad Aprilia (Latina). La collaborazione proseguì fino alla fine degli anni novanta. Successivamente, con la chiusura della Onceas, e la crisi del polo di Aprilia, chiuso nel 2002,  la Fuji - attraverso una serie di operazioni di acquisizione di parte della ex Onceas - distribuì direttamente i propri prodotti.

## Lista parziale delle fotocamere Fujifilm

### Fotocamere mirrorless con sensore APS-C a ottiche intercambiabili
- Fujifilm X-H1 (uscita nel 2018)
- Fujifilm X-H2
- Fujifilm X-H2S
- Fujifilm X-Pro1
- Fujifilm X-Pro2
- Fujifilm X-Pro3
- Fujifilm X-T1
- Fujifilm X-T2
- Fujifilm X-T3
- Fujifilm X-T4
- Fujifilm X-T5
- Fujifilm X-S10
- Fujifilm X-S20
- Fujifilm X-T10
- Fujifilm X-T20
- Fujifilm X-T30
- Fujifilm X-T100
- Fujifilm X-T200
- Fujifilm X-E2
- Fujifilm X-E3
- Fujifilm X-E4

### Fotocamere con sensore APS-C con ottica fissa
- Fujifilm X-100
- Fujifilm X-100S
- Fujifilm X-100T
- Fujifilm X-100F
- Fujifilm X-100V
- Fujifilm X-100VI
- Fujifilm X70

### Fotocamere con sensore medio formato
- Fujifilm GFX 50s
- Fujifilm GFX 50r
- Fujifilm GFX 100
- Fujifilm GFX 100s
- Fujifilm GFX 100 II
- Fujifilm GFX 100 II S